# Chrysiridia prometheus
Chrysiridia prometheus är en fjärilsart som beskrevs av Pierre-Auguste-Joseph Drapiez 1819. Chrysiridia prometheus ingår i släktet Chrysiridia och familjen Uraniidae. Inga underarter finns listade i Catalogue of Life.